# هيرب غيلر
هيرب غيلر (بالإنجليزية: Herb Geller)‏ هو أستاذ جامعي وملحن أمريكي، ولد في 2 نوفمبر 1928 في لوس أنجلوس في الولايات المتحدة، وتوفي في 19 ديسمبر 2013 في هامبورغ في ألمانيا بسبب ذات الرئة.

## وصلات خارجية
- الموقع الرسمي
- هيرب غيلر على موقع IMDb (الإنجليزية)
- هيرب غيلر على موقع ميوزك برينز (الإنجليزية)
- هيرب غيلر على موقع أول ميوزيك (الإنجليزية)
- هيرب غيلر على موقع ديسكوغز (الإنجليزية)
- هيرب غيلر على موقع قاعدة بيانات الفيلم (الإنجليزية)
- هيرب غيلر على موقع كينوبويسك (الروسية)